# Rhododendron subcerinum
Rhododendron subcerinum är en ljungväxtart som beskrevs av Pui Cheung Tam. Rhododendron subcerinum ingår i släktet rododendron, och familjen ljungväxter. Inga underarter finns listade i Catalogue of Life.